# 刘健生
刘健生（1944年9月—），男，汉族，河北定州人，中华人民共和国政治人物，曾任河北省人民政府副省长，河北省政协副主席。